# Такео (провінція)
Таке́о (кхмер. ខេត្តតាកែវ) — провінція (кхет) у південно-східній частині Камбоджі. Такео часто називають «колискою кхмерської цивілізації».

## Історія
Території сучасної провінції були заселені вже 2500 років тому. Там знаходять артефакти часів перших кхмерських держав Фунань і Ченла, а також ангкорського періоду (IX—XIV ст.). На території провінції розташовані руїни храмів ангкорського періоду Пном Чісо, Пном Да і Та Пром.

## Адміністративний поділ
Провінція поділяється на 10 округів, 100 комун і 1117 сіл.
| Код  | Назва        | Оригінал |
| ---- | ------------ | -------- |
| 2101 | Ангкор Борей | អង្គរបុរី   |
| 2102 | Баті         | បាទី       |
| 2103 | Борей Чолса  | បុរីជលសារ   |
| 2104 | Кірі Вонг    | គីរីវង្ស    |
| 2105 | Кох Андет    | កោះអណ្តែត    |
| 2106 | Прей Каббах  | ព្រៃកប្បាស   |
| 2107 | Самраонг     | សំរោង      |
| 2108 | Доун Каєу    | ដូនកែវ     |
| 2109 | Трам Как     | ត្រាំកក់     |
| 2110 | Треанг       | ទ្រាំង      |